# سوسن شبكي
سوسن شبكي هي نوع  من النباتات المزهرة في الفصيلة السوسنية. مهدها من شرق تركية إلى إيران ولكنه يُزرع في نطاق واسع في المناطق المعتدلة. تتميز بشبكة ليفية تحيط بالبصلة. وهي نباتات صغيرة تطول إلى 15 سنتيمتر (5.9 بوصة) ذات أوراق أنبوبية مدببة بشكل حاد ومضلعة وأزهار صفراء أو زرقاء أو أرجوانية مع حريق برتقالي على الحواف تظهر في أوائل الربيع. فهي شديدة التحمل لكنها تفضل موقعًا مشمسًا جيد التصريف في التربة التي تجف في الصيف لذلك فهي مناسبة لحديقة صخرية أو حصوية.